# Đại hội Thể thao Người khuyết tật Đông Nam Á
ASEAN Para Games là một sự kiện thể thao quốc tế được tổ chức mỗi hai năm tại khu vực Đông Nam Á dành riêng cho các vận động viên khuyết tật thể chất. Đại hội quy tụ tất cả 11 quốc gia trong khu vực.
Đại hội được điều hành và quản lý bởi Liên đoàn Thể thao Người khuyết tật ASEAN. Đại hội diễn ra ngay sau Đại hội Thể thao Đông Nam Á cũng tại quốc gia đăng cai năm đó.

## Lịch sử
ASEAN Para Games lần đầu được tổ chức tại Kuala Lumpur, Malaysia từ ngày 25 đến 30 tháng 10 năm 2001. Đại hội do Liên đoàn Thể thao Người khuyết tật ASEAN (APSF) đề xướng. Tại hội nghị đặc biệt của các Ủy ban Paralympic quốc gia các nước ASEAN cùng thời điểm với Malaysian Paralympiad lần thứ 10 và Chuyến công du các thành phố ASEAN, ASPF đã nhận thức được vấn đề và Đại hội Thể thao Song song (tiếng Latin, para: song song) dành cho người kém may mắn về thể chất được hình thành. Đại hội được tổ chức mỗi hai năm ngay sau Đại hội Thể thao Đông Nam Á, lấy kiểu mẫu từ Thế vận hội Người khuyết tật (Paralympics) và Đại hội Thể thao Viễn đông và Nam Thái Bình Dương dành cho Người khuyết tật (FESPIC Games).
Đại hội lần thứ hai được tổ chức tại Hà Nội, Việt Nam từ ngày 19 đến 27 tháng 12 năm 2003. Đông Timor lần đầu tiên tham gia tranh tài nâng tổng số nước tham dự lên con số mười một. Vé dự khán các sự kiện của Đại hội được phát miễn phí. Các kì đại hội sau lần lượt được tổ chức tại Manila, Philippines (14-20/12/2005) và Nakhon Ratchasima, Thái Lan (20-26/01/2008). Đại hội lần thứ 5 đã được lên kế hoạch tại Viêng Chăn, Lào nhưng vì khó khăn tài chính và thiếu kinh nghiệm cũng như cơ sở vật chất nên đã chuyển sang cho Kuala Lumpur, Malaysia đăng cai.Đại hội đã diễn ra: Indonesia năm 2011.Bắt đầu từ ngày 15/12/2011 đến ngày ?
Singapore đã từ chối tổ chức Đại hội Thể thao Đông Nam Á 2013 nên Thành phố Hồ Chí Minh, Việt Nam là địa điểm tổ chức ASEAN ParaGames lần VII. (chưa diễn ra)

## Biểu trưng
Thiết kế bao gồm biểu tượng chung hình bó lúa của các quốc gia ASEAN được đặt ở trung tâm bao ngoài là biểu tượng Paralympic và vòng nguyệt quế vinh quang, cho thấy được sự hòa hợp cùng nhau của các nhà lãnh đạo Thể thao Paralympics với Một Tầm Nhìn, Một Sứ Mệnh và một cam kết theo đuổi sự bình đẳng trong thể thao và trong cuộc sống của những người khuyết tật khu vực ASEAN.
Tình đoàn kết ASEAN, chung tay làm việc trong mối quan hệ đồng nhất không thể tách rời thông qua APSF và tình anh em thể hiện ý chí và quyết tâm đạt được thành công trong thể thao và trong cuộc sống. Vòng nguyệt quế vinh quang biểu thị cam kết vươn tới đỉnh cao.
Còn với hình ảnh của khu vực, đó là nhận ra ý thức hợp tác, tự hào và hòa hợp vĩnh cửu. Nó cũng liên kết chúng ta lại với nhau bằng "Thể Chất, Trí Tuệ, Tinh thần" như tư tưởng phong trào Paralympics.

## Các quốc gia tham dự
| Mã IOC | Quốc gia / Tên theo IOC                        | Năm áp dụng | Mã ISO | Ghi chú              |
| ------ | ---------------------------------------------- | ----------- | ------ | -------------------- |
| BRU    | Brunei · (Tên IOC: Brunei Darussalam)          | 1988        | BRN    | -                    |
| CAM    | Campuchia                                      | 1956        | KHM    | -                    |
| INA    | Indonesia                                      | 1956        | IDN    | IHO 1952 Mã FIFA IDN |
| LAO    | Lào · (Tên IOC: Cộng hòa Dân chủ Nhân dân Lào) | 1980        | LAO    | -                    |
| MAS    | Malaysia                                       | 1956        | MYS    | -                    |
| MYA    | Myanmar                                        | 1996        | MMR    | BIR 1948-1992        |
| PHI    | Philippines                                    | 1924        | PHL    | -                    |
| SIN    | Singapore                                      | 1948        | SGP    | -                    |
| THA    | Thái Lan                                       | 1952        | THA    | -                    |
| TLS    | Đông Timor                                     | 2004        | TLS    | IOA 2000             |
| VIE    | Việt Nam · (Tên IOC: Viet Nam)                 | 1952        | VNM    | -                    |

## Các kì đại hội
| Năm   | Đại hội | Thành phố đăng cai | Vị trí số 1              | Vị trí số 2              | Vị trí số 3              |
| ----- | ------- | ------------------ | ------------------------ | ------------------------ | ------------------------ |
| 2001  | I       | Kuala Lumpur       | Malaysia (132)           | Thái Lan (130)           | Myanmar (38)             |
| 2003  | II      | Hà Nội             | Thái Lan (101)           | Việt Nam (81)            | Malaysia (54)            |
| 2005  | III     | Manila             | Thái Lan (139)           | Việt Nam (80)            | Malaysia (75)            |
| 20081 | IV      | Nakhon Ratchasima  | Thái Lan (256)           | Malaysia (81)            | Việt Nam (78)            |
| 2009  | V2      | Kuala Lumpur       | Thái Lan (157)           | Malaysia (94)            | Việt Nam (73)            |
| 2011  | VI      | Surakarta          | Thái Lan (126)           | Indonesia (113)          | Malaysia (51)            |
| 2014  | VII     | Naypyidaw          | Indonesia (99)           | Thái Lan (96)            | Malaysia (50)            |
| 2015  | VIII    | Singapore          | Thái Lan (95)            | Indonesia (81)           | Malaysia (52)            |
| 2017  | IX      | Kuala Lumpur       | Indonesia (126)          | Malaysia (90)            | Thái Lan (68)            |
| 2019  | X       | Manila             | Hủy do Đại dịch Covid-19 | Hủy do Đại dịch Covid-19 | Hủy do Đại dịch Covid-19 |
| 2022  | XI      | Surakarta          | Indonesia (175)          | Thái Lan (117)           | Việt Nam (65)            |

Ghi chú
- 1: Đại hội lần thứ IV được tổ chức năm 2008, sau Đại hội Thể thao Đông Nam Á lần thứ XXIV một năm.
- 2: Năm 2009, thủ đô Viêng Chăn của Lào đã được lên kế hoạch đăng cai Đại hội Khuyết tật lần V nhưng do khó khăn tài chính và thiếu kinh nghiệm nên Đại hội được bàn giao cho thủ đô Kuala Lumpur của Malaysia.

## Mục đích
- Nâng cao tình hữu nghị, đoàn kết của công dân khuyết tật trong khu vực ASEAN thông qua các sự kiện thể dục thể thao;
- Nâng cao và phát triển phong trào thể thao dành cho người những khuyết tật có hoàn cảnh khác nhau;
- Phục hồi chức năng và giúp người khuyết tật hòa nhập vào xã hội chung thông qua thể thao.

## Môn thi đấu
| Môn/Phân môn        | 2001 | 2003 | 2005 | 2008 | 2009 | 2011 | 2014 | 2015 | 2017 | 2022 |
| ------------------- | ---- | ---- | ---- | ---- | ---- | ---- | ---- | ---- | ---- | ---- |
| Điền kinh           | ?    | ?    | ?    | ?    | ?    | ?    | ?    | 112  | 134  | ?    |
| Bơi                 | ?    | ?    | ?    | ?    | ?    | ?    | ?    | 86   | 84   | ?    |
| Cầu lông            |      | ?    | ?    | ?    | ?    | ?    |      | 15   | 14   | 15   |
| Nâng tạ             |      | ?    | ?    | ?    | ?    | ?    | ?    | 19   | 19   | 19   |
| Bóng bàn            |      | ?    | ?    | ?    | ?    | ?    | ?    | 37   | 27   | 27   |
| Cờ vua              |      |      | ?    | ?    | ?    | ?    | ?    | 24   | 24   | 24   |
| Goalball            |      |      | ?    | ?    |      | ?    | ?    | 2    | 2    | 2    |
| Judo                |      |      | ?    | ?    |      |      |      |      |      | ?    |
| Bóng rổ xe lăn      |      |      | ?    | ?    | ?    |      | ?    | 2    | 2    | 4    |
| Quần vợt xe lăn     |      |      | ?    | ?    | ?    | ?    |      |      | 3    | 4    |
| Boccia              |      |      | •    | ?    |      |      | ?    | 7    | 7    | 7    |
| Đấu kiếm xe lăn     |      |      | •    | ?    |      |      |      |      |      |      |
| Đua thuyền buồm     |      |      | •    |      | ?    |      |      | 3    |      |      |
| Bowling             |      |      | •    |      | ?    | ?    |      | 14   | 18   |      |
| Bắn cung            |      |      |      | ?    |      | ?    | ?    | 6    | 6    | 6    |
| Bắn súng            |      |      |      | ?    |      |      |      | 7    |      |      |
| Bóng chuyền ngồi    |      |      |      |      | ?    | ?    | ?    |      | 1    | 2    |
| Bóng đá 5 người     |      |      |      |      |      |      | ?    | 1    | 1    |      |
| Bóng đá 7 người     |      |      |      |      |      |      | ?    | 1    | 1    | 1    |
| Xe đạp đường trường |      |      |      |      |      |      |      |      | 12   |      |
| Xe đạp lòng chảo    |      |      |      |      |      |      |      |      | 24   |      |

- Ghi chú: ?: không rõ số bộ huy chương; • : môn biểu diễn
- In đậm: môn Paralympics